# Jacek Kuźnicki
Jacek Kuźnicki (ur. 11 marca 1952 w Łodzi) – polski neurobiolog specjalizujący się w badaniach nad molekularnymi mechanizmami chorób neurodegeneracyjnych.

## Życiorys
W 1976 ukończył studia na Wydziale Biologii Uniwersytetu Warszawskiego. Stopień doktora uzyskał w Instytucie Biologii Doświadczalnej im. Marcelego Nenckiego PAN w 1980 roku, następnie w latach 1981-1984 przebywał na stażu podoktorskim w National Institutes of Health w Bethesdzie. Od 1986 do 2001 kierował laboratorium w Instytucie Biologii Doświadczalnej im. Marcelego Nenckiego PAN. W latach 1992–1995 ponownie pracował w National Institutes of Health w Bethesdzie jako profesor wizytujący.
Od 2001 do 2018 pełnił funkcję dyrektora Międzynarodowego Instytutu Biologii Molekularnej i Komórkowej w Warszawie, gdzie kieruje również Laboratorium Neurodegeneracji.
Od 2018 był członkiem Rady Narodowego Centrum Nauki, a od grudnia 2020 jej przewodniczącym.  

## Działalność naukowa
Zespół prowadzony przez profesora Kuźnickiego zajmuje się przede wszystkim badaniem molekularnych mechanizmów choroby Alzheimera, szczególnie zaburzeniami metabolizmu wapnia w komórkach nerwowych, a także poszukiwaniem nowych biomarkerów dla choroby Alzheimera i choroby Parkinsona. Część badań jest prowadzona na organizmie modelowym Danio rerio.

## Nagrody i wyróżnienia
źródła:
- 2013 - Kryształowa Brukselka przyznawana przez Krajowy Punkt Kontaktowy Programów Badawczych za wybitne osiągnięcia w realizacji i promocji programów badawczych Unii Europejskiej
- 2008 - Krzyż Oficerski Orderu Odrodzenia Polski przyznany przez Prezydenta Rzeczypospolitej Polski
- 2003 - Nagroda Prezesa Rady Ministrów za wybitne osiągnięcie naukowe
- 1998 - Krzyż Kawalerski Orderu Odrodzenia Polski przyznany przez Prezydenta Rzeczypospolitej Polskiej